# Komponenta komplementa 4
Komponenta komplementa 4 je protein koji je deo sistema komplementa. On se proteolitički razlaže u proteine 4a i 4b.
- je anafilatoksin.
- formira deo C3 konvertaze. On može da se veže za .
- je finalni proteolitički ostatak C4b peptida u endotelu. On ostaje kovalentno vezan za endotel duže od nedelju dana i lako se može detektovati antitelima.

C4d je jedan od najviše korištenih kliničkih markera za humoralno odbacivanje. On je degradacioni produkt aktiviranog faktora komplementa C4b. C4d se tipično inicira vezivanjem antitela za specifične ciljne molekule. Nakon aktivacije i degradacije C4 molekula, tioestarske grupe su izložene, što omogućava tranzijentno, kovalentno vezivanje degradacionog produkta C4d na površini endotelnih ćelija i komponentama ekstracelularnog matriksa.